# 范登堡太空軍基地
范登堡太空軍基地（英語：Vandenberg Space Force Base），前身為范登堡空軍基地，是美国加利福尼亚州聖巴巴拉郡的一个太空基地和航天发射中心，以前美国空军参谋长霍伊特·范登堡的名字命名。主要任务是發射軍用太空載具、人造衛星及測試洲際彈道飛彈。美國太空軍的航天联合機能構成司令部（Joint Functional Component Command for Space, JFCC SPACE）以此基地為總部。范登堡太空基地同時也作為民用太空任務及商業人造衛星發射的地點，主要負責機構為 NASA 及 SpaceX。

## 历史
1941年美國陸軍於該地成立“庫克”營區，以纪念菲利普·聖喬治·庫克少將。庫克少將在1827年從西點軍校畢業，他騎兵軍官的軍事生涯長達近半個世紀。他在1873年退休。在美墨戰爭中，庫克中校領導摩門教大隊從聖達菲經過四個月，跋涉1100英里到加州聖地牙哥。該中心在第二次世界大戰以及韓戰期间是一個裝甲兵和步兵訓練中心。
該基地在1957年移交美國空軍使用，成為庫克空軍基地，轉變為一個航天和導彈試驗設施。一年後，更名為范登堡空軍基地以紀念第二任美國空軍參謀長霍伊特·范登堡上將，其為早期倡導航天和導彈操作的美國空軍將領。
范登堡空軍基地位置偏遠、靠近海岸等两項條件，提供了一個可安全進行火箭与導彈試射的好位置。發射極地軌道衛星時，火箭升空後也不会飛越人口稠密地區。范登堡空軍基地曾经發射雷神系列運載火箭、擎天神系列運載火箭、泰坦一號運載火箭、泰坦二號運載火箭、LGM-30義勇兵洲際彈道飛彈和LGM-118A和平守護者飛彈。

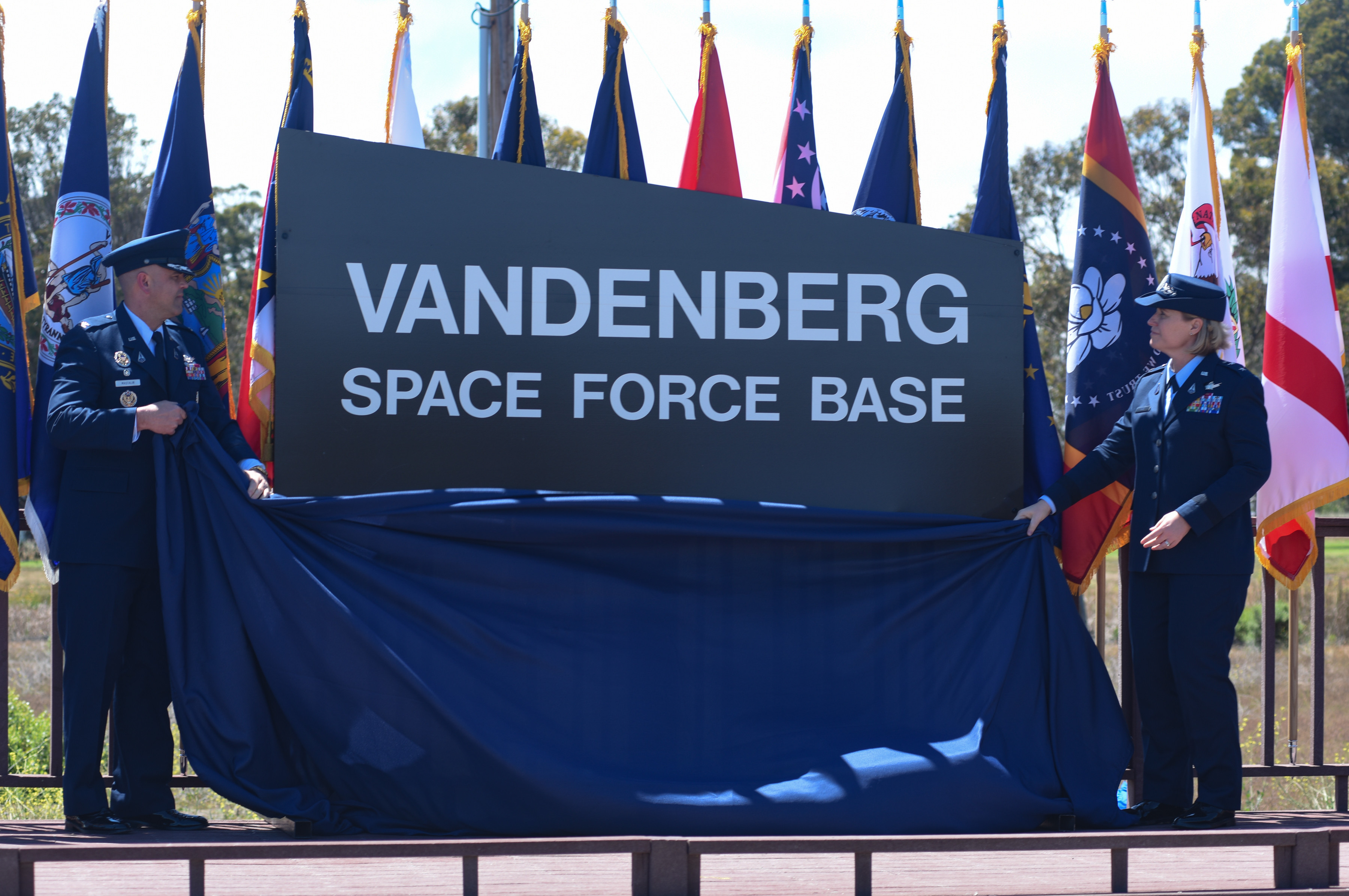
范登堡太空基地更名典禮

美國太空軍成立後，該基地納入太空軍管轄，2021年正式更名為太空基地（Space Base）。

## 位置

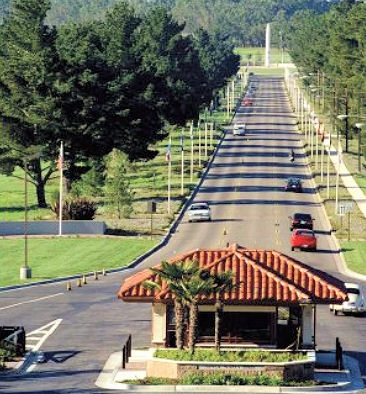
大門

范登堡太空軍基地位於北緯34°43′47″，西經120°34′37″。據美國人口普查局，基地總面積57.3平方公里（22.1平方英里）。57.1平方公里（22.0平方英里）為陸地面積，0.2平方公里（0.077平方英里，0.32％）是水面。

## 人口
美国人口普查局已将范登堡太空部队基地指定为单独的人口普查指定地点（CDP），用于统计目的，涵盖该基地的居住人口。根据2000年人口普查，共有6151人，1,707戶，1,601家庭居住在該基地。人口密度為107.7/km2（278.8/mi2）。根据 2020 年人口普查，人口为 3,559。

## 發射場

### 使用中的發射場
| 發射場                | 使用狀況 | 任務                                                                                      |
| --------------------- | -------- | ----------------------------------------------------------------------------------------- |
| 第二發射場(SLC-2)     | 使用中   | 三角洲二號運載火箭, 之前有 PGM-17 雷神運載火箭, 三角州火箭                                |
| 第三發射場-東(SLC-3E) | 使用中   | 擎天神五號運載火箭, 之前有 擎天神II運載火箭 擎天神系列運載火箭                            |
| 第三發射場-西(SLC-3W) | 使用中   | 獵鷹9號運載火箭, 之前有 擎天神系列運載火箭, 雷神運載火箭                                  |
| 第六發射場(SLC-6)     | 使用中   | 三角洲四號運載火箭, 之前有 雅典娜運載火箭, 太空梭 (未曾使用), 泰坦三號運載火箭 (未曾使用) |
| 第八發射場(SLC-8)     | 使用中   | 牛頭怪運載火箭                                                                            |
| 五七六發射場          | 使用中   | 金牛座運載火箭                                                                            |

### 已停用的發射場
| 發射場           | 使用狀況 | 任務                                                                 |
| ---------------- | -------- | -------------------------------------------------------------------- |
| 第一發射場       | 已停用   | 雷神運載火箭                                                         |
| 第四（西）發射場 | 已停用   | 泰坦系列運載火箭 泰坦二號火箭, 泰坦3B型運載火箭                      |
| 第四（東）發射場 | 已停用   | 泰坦四號運載火箭, 泰坦三號運載火箭; 太空X、獵鷹9號運載火箭曾在此發展 |
| 第五發射場       | 已停用   | 偵察兵火箭                                                           |
| 第十發射場       | 已停用   | 雷神運載火箭(a National Historic Landmark)                           |

## 衛星追蹤站
范登堡衛星追蹤站是一個衛星地面追蹤站。由美国空军第50航空聯隊22支隊的第一分隊營運。這座35年歷史的追蹤站的天線和相關電子設備，最近才進行6000萬美元的現代化升級。